# ایسوزو فلورین
ایسوزو فلورین (Isuzu Florian) خودرویی است که در سال‌های ۱۹۶۷ تا ۱۹۸۳تولید شده‌است. سیستم جعبه‌دندهٔ آن ۳ دنده به دو صورت خودکار و دستی است.

## نگارخانه

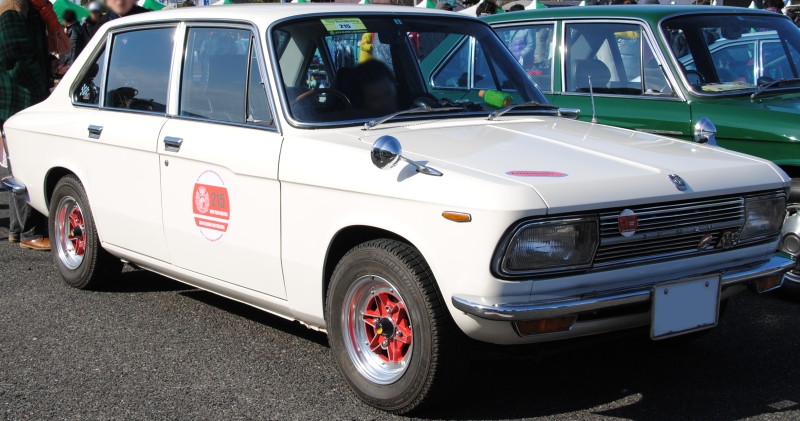
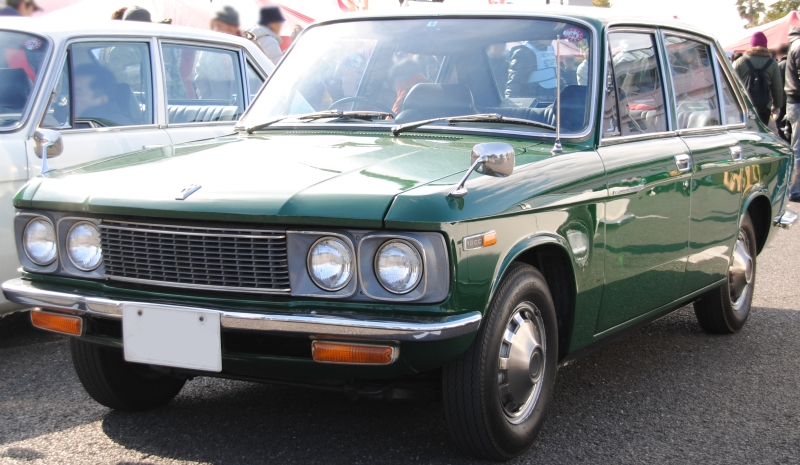
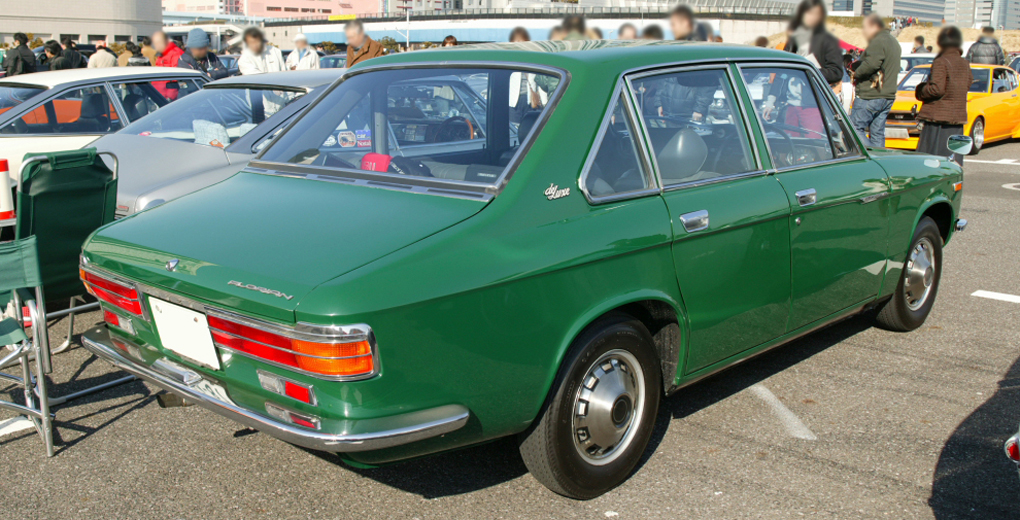